# 公共圖書館諮詢委員會
公共圖書館諮詢委員會（英語：Public Libraries Advisory Committee, PLAC）是於2008年5月由香港政府成立的公營機構，其前身為圖書館委員會。公共圖書館諮詢委員會就公共圖書館的發展向政府提供意見。

## 歷任主席
- 梁智仁教授（2008年5月1日-2014年4月30日）[3][4][5]
- 梁元生教授（2014年5月1日-2018年4月30日）[6] [7]
- 李惠光先生，JP（2018年5月1日-2024年4月30日） [1] [8]
- 羅乃萱（2024年5月1日-）